# Ток (аэропорт)
Аэропорт Ток (ИАТА: TKJ, ИКАО: PATJ, FAA LID: TKJ) — государственный гражданский аэропорт, расположенный в 3,7 километрах к югу от центрального делового района города Ток (Аляска), США.

## Операционная деятельность
Аэропорт Ток расположен на высоте 509 метров над уровнем моря и эксплуатирует одну взлётно-посадочную полосу:
- 13/31 размерами 515 х 14 метров с гравийным покрытием.

За период с 31 декабря 2004 по 31 декабря 2005 года Аэропорт Ток обслужил 600 операций по взлётам и посадкам самолётов (в среднем 50 операций в месяц), из которых 83 % пришлось на рейсы авиации общего назначения и 17 % — на рейсы аэротакси. В данные период в аэропорту базировалось 17 воздушных судов, все самолёты — однодвигательные.